# Mathias René Hofter
Mathias René Hofter (* 23. Juli 1953) ist ein deutscher Klassischer Archäologe.

## Leben
Mathias René Hofter studierte Klassische Archäologie, Philosophie und Kunstgeschichte an der Universität Bonn sowie der Universität Heidelberg, zudem verbrachte er einen Studienaufenthalt in Rom. 1984 wurde er in Bonn bei Nikolaus Himmelmann mit einer Arbeit zum Thema Untersuchungen zu Stil und Chronologie der mittelitalischen Terrakotta-Votivköpfe promoviert und bereiste anschließend als Inhaber des Reisestipendiums des Deutschen Archäologischen Instituts Teile des Mittelmeerraums. 1986 bis 1988 war er unter Wolf-Dieter Heilmeyer  an der Berliner Antikensammlung für die Organisation der Ausstellung Kaiser Augustus und die verlorene Republik verantwortlich. Danach war Hofter von 1988 bis 1993 Mitarbeiter an der Kritischen Ausgabe von Johann Joachim Winckelmanns Geschichte der Kunst des Altertums, wobei er für den archäologischen Kommentar verantwortlich zeichnete. In diesem Zusammenhang entstand auch die Habilitationsschrift Ideal und Anschauung. Zur Genese von J. J. Winckelmanns archäologischer Methode, die im Juni 2001 an der Freien Universität Berlin angenommen wurde, wo er seitdem Privatdozent war. 1999 organisierte Hofter mit Stefan Altekamp und Michael Krumme das Kolloquium Posthumanistische Klassische Archäologie – Historizität und Wissenschaftlichkeit von Interessen und Methoden in Berlin. 2003/04 hatte er eine Lehrstuhlvertretung an der Universität Greifswald, 2007/08 war er Gastdozent am Graduiertenkolleg „Archiv – Macht – Wissen“, 2009 bis 2012 wissenschaftlicher Angestellter am „Berliner Skulpturennetzwerk“. Seit 2013 ist er wissenschaftlicher Mitarbeiter am Institut für Bayerische Geschichte der Universität München für das Projekt Briefwechsel zwischen König Ludwig I. und Johann Martin von Wagner sowie Privatdozent am Institut für Klassische Archäologie der Universität München.
Er schrieb auch für die Berliner Zeitung und die Frankfurter Allgemeine Zeitung und war als Übersetzer archäologischer Bücher tätig.

## Schriften (Auswahl)
- Untersuchungen zu Stil und Chronologie der mittelitalischen Terrakotta-Votivköpfe (= Habelts Dissertationsdrucke. Reihe Klassische Archäologie, Band 21). Habelt, Bonn 1985, ISBN 3-7749-2168-7.
- (Gesamtorganisation) Kaiser Augustus und die verlorene Republik. Eine Ausstellung im Martin-Gropius-Bau, Berlin, 7. Juni–14. August 1988. Philipp von Zabern, Mainz 1988, ISBN 3-8053-1007-2.
- (Textzusammenstellung) Heine zum Schmunzeln. Ein vergnügliches Lesebuch von und über Heinrich Heine. Tosa, Wien 2000, ISBN 3-85492-200-0.
- mit Stefan Altekamp, Michael Krumme (Hrsg.): Posthumanistische klassische Archäologie. Historizität und Wissenschaftlichkeit von Interessen und Methoden. Hirmer, München 2001, ISBN 3-7774-9300-7.
- mit Axel Rügler, Adolf H. Borbein: Johann Joachim Winckelmann: Schriften und Nachlaß: Band 4. Geschichte der Kunst des Alterthums. Teil 2. Katalog der Denkmäler. Philipp von Zabern, Mainz 2006, ISBN 978-3-8053-3745-8.
- Die Sinnlichkeit des Ideals. Zur Begründung von Johann Joachim Winckelmanns Archäologie (= Stendaler Winckelmann-Forschungen, Band 7). Rutzen, Ruhpolding-Mainz 2008, ISBN 978-3-938646-14-4.
- mit Johanna Selch (Bearbeiter): König Ludwig I. von Bayern und Johann Martin von Wagner. Teil 1: 1809–1811, Teil 2: 1812–1815 (= Quellen zur Neueren Geschichte Bayerns Teil 5: Korrespondenzen König Ludwigs I. von Bayern), München 2017. ISBN 978-3-7696-6615-1; ISBN 978-3-7696-6615-1.